# Ectropion (cervix)
Ectropion van de cervix is het verschijnsel waarbij cilindrisch epitheel, dat normaal in het kanaal van de baarmoederhals (cervix uteri) voorkomt, zich uitbreidt over dat deel van de cervix dat in de schede zichtbaar is. Dit wordt vaak (onjuist) een portio-erosie genoemd. Het woord erosie suggereert een epitheeldefect of schaafwond, die in werkelijkheid niet aanwezig is. Het epitheel is alleen wat roder van kleur. In de vruchtbare levensfase is dit een normaal verschijnsel. Bij DES-dochters komt het vaak in sterkere mate voor; het cilinderepitheel kan zich dan zelfs buiten de cervix op de vaginatop uitbreiden.